# Палазіно
Палазіно (рос. Палазино) — село у Юр'єв-Польському районі Владимирської області Російської Федерації.
Входить до складу муніципального утворення Красносельське сільське поселення. Населення становить 7 осіб (2010).

## Історія
Село розташоване на землях фіно-угорського народу мещери.
Від 10 квітня 1929 року належить до Юр'єв-Польського району, утвореного спочатку у складі Александровського округу Івановської промислової області з частини Юр'єв-Польського повіту Владимирської губернії. Від 1944 року в складі Владимирської області.
Згідно із законом від 11 травня 2005 року входить до складу муніципального утворення Красносельське сільське поселення.

## Населення
| 1859 | 1905 | 2002 | 2010 |
| ---- | ---- | ---- | ---- |
| 305  | ↗322 | ↘14  | ↘7   |